# Escola Manoel Ribas
A Escola Estadual de Educação Básica Manoel Ribas é uma instituição de ensino localizada na praça Eduardo Trevisan, no Bairro Centro, em Santa Maria, Rio Grande do Sul. É carinhosamente chamada de Maneco pela população.

## História
Fundada em 4 de maio de 1930, o atual "Colégio Maneco" foi projetado inicialmente pela antiga Cooperativa de Consumo de Empregados da Viação Férrea, dirigida por Manuel Ribas, com o objetivo de construir um prédio definitivo para uma escola voltada para as meninas. O Colégio também disponibilizava ensino profissionalizante para as alunas. A instituição funcionava em regime de internato e era administrada pelas irmãs franciscanas. Antes de ser a sede definitiva do Maneco, o prédio abrigou várias escolas como o Cilon Rosa, grupo escolar João Belém e o Ginásio Estadual Manoel Ribas. A partir de 1974, o prédio passou a abrigar apenas o Colégio Maneco. Em 19 de dezembro foi considerado patrimônio público do município. Em 2000, a edificação da instituição de ensino foi tombada pelo Instituto do Patrimônio Histórico e Artístico do Estado (IPHAE).
Em 1953, pelo decreto 40205 de 10 de outubro de 1953, no governo do general Ernesto Dornelles surge definitivamente o colégio destinado ao ensino secundário misto e em regime de externato, num terreno de 13.600m² e uma área construída de 6.130m².
O prédio tem influência arquitetônica renascentista europeia, e foi restaurado recentemente.
O colégio tem sido referência como colégio padrão do Rio Grande do Sul, sendo que várias pessoas de destaque aprenderam a liderar na escola, entre eles Reitores da Universidade Federal de Santa Maria, prefeitos municipais, deputados, seu aluno mais ilustre é o ex-governador do estado, Tarso Genro.
Há quase 50 anos a banda marcial se apresenta pelas ruas da cidade em eventos e datas comemorativas. 
Atualmente, o Colégio Estadual Manoel Ribas funciona em três turnos e conta com 2.600 alunos, 140 professores e 36 funcionários.

## Sobre Manuel Ribas
Manuel Ribas nasceu em Ponta Grossa em 1873. Em Santa Maria organizou a Cooperativa dos Empregados da Viação Férrea do Rio Grande do Sul com tão proveitosa administração que foi eleito em 1927 prefeito de Santa Maria.
Mais tarde foi interventor e governador do estado do Paraná. Apoiador de Getúlio Vargas, Manoel cai com a deposição de Getúlio Vargas em 1945.
Em Santa Maria, além desse Colégio situado no Centro também dá nome à Escola Municipal de Ensino Fundamental Intendente Manoel Ribas situada no bairro Santo Antão, no distrito homônimo.

## Alunos ilustres
- Tarso Genro, ex-ministro da Educação e atual governador do RS;
- Cezar Schirmer, ex-prefeito de Santa Maria;